# 1906 في المملكة المتحدة
فيما يلي قوائم الأحداث التي وقعت خلال عام 1906 في المملكة المتحدة.

## رياضة
- 1 يناير – بطولة ويمبلدون 1906

## ظهور
- 1 يناير – في أيام المذنب كتاب من تأليف هربرت جورج ويلز.

## كتب
من الكتب التي صدرت هذه السنة في المملكة المتحدة:
- 1 يناير – في أيام المذنب من تأليف هربرت جورج ويلز.

## مواليد

### يناير
- 1 يناير – جاك كينيدي لاعب كرة قدم إنجليزي.
- 5 يناير – كاثلين كينيون

### مارس
- 25 مارس – ألان جون بيرسيفال تايلور

### أبريل
- 5 أبريل – تيد مورغان ملاكم نيوزيلندي.

### مايو
- 6 مايو – جوان فراي لاعبة كرة مضرب بريطانية.

### يونيو
- 3 يونيو – روي ألين عالم اقتصاد بريطاني.
- 21 يونيو – جون ميدلتون درّاج طريق من المملكة المتحدة.
- 23 يونيو – ديريك جاكسون فيزيائي بريطاني.

### يوليو
- 2 يوليو – ألان ويب
- 9 يوليو – إليزابيث لوتيانز ملحنة بريطانية.

### أغسطس
- 20 أغسطس – باني أوستن لاعب كرة مضرب من المملكة المتحدة.

### سبتمبر
- 1 سبتمبر – أرثر روي
- 1 سبتمبر – فيكتوريا هولت
- 30 سبتمبر – كلير وينيكوت

### أكتوبر
- 21 أكتوبر – إيلسي ويدوسون أخصائية تغذية من المملكة المتحدة.

### نوفمبر
- 6 نوفمبر – مايكل ستيوارت سياسي بريطاني.

### ديسمبر
- 24 ديسمبر – جيمس هادلي تشايز
- 30 ديسمبر – كارول ريد

## وفيات

### يناير
- 22 يناير – جورج هوليوك (مواليد 1817)

### أبريل
- 19 أبريل – سبنسر غور (مواليد 1850) لاعب كرة مضرب بريطاني.
- 30 أبريل – جيمس اي بويد (مواليد 1834) سياسي أمريكي.

### أغسطس
- 25 أغسطس – تشارلز بارون كلارك (مواليد 1832) عالم نبات بريطاني.

### سبتمبر
- 18 سبتمبر – هنري سميث أوغسطس (مواليد 1825)

### ديسمبر
- 19 ديسمبر – فريدرك وليم ميتلاند (مواليد 1850) مؤرخ بريطاني.